# Anton Nuck
Antonius Nuck van Leiden (Harderwijk, 1650 – Leida, 5 agosto 1692) è stato un medico e anatomista olandese.
Studiò a Leida dove ricevette il dottorato nel febbraio del 1677, con una tesi sul diabete. Ha continuato a praticare in Delft. Nel 1683 è stato chiamato a L'Aia per insegnare anatomia al Collegium anatomicum chirurgicum. Tornò poi a Leida dove ottenne una cattedra di medicina e anatomia. La sua fama attirò molti studiosi nella cittadella.
Era conosciuto anche come oculista, otorino, dentista. Importanti i suoi studi sui linfatici e le ghiandole salivari, di cui fu pioniere: inventò infatti la prima scialografia, sia introducendo un mezzo di "contrasto" nei dotti salivari, sia nei vasi sanguigni, come tentò Frederik Ruysch (1638-1731).
Studiò anche la genesi dell'umor acqueo. Il suo nome attualmente è legato al dotto di Nuck e alle sue patologie.

## Bibliografia

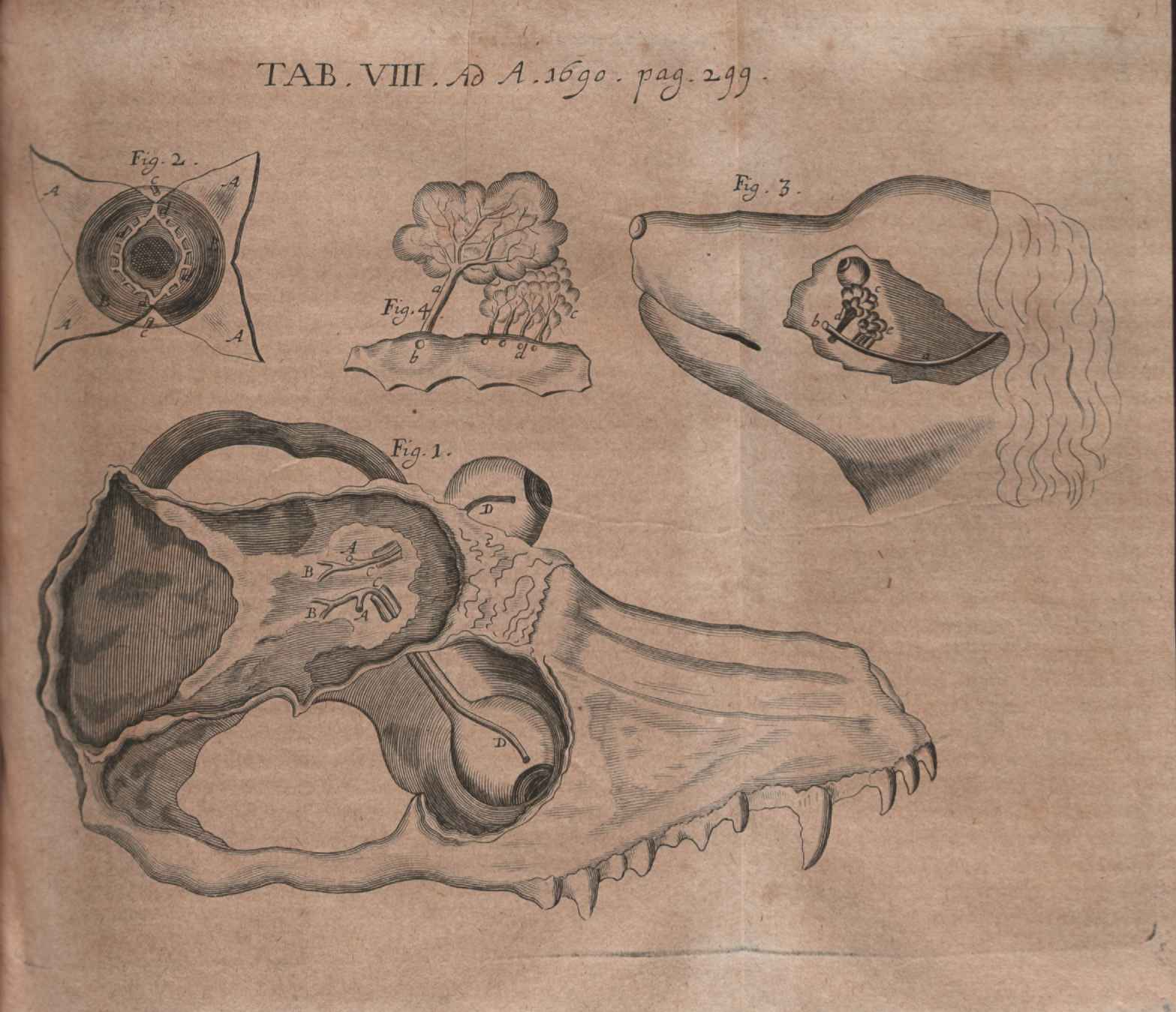
Illustrazione alla recensione della Sialografia pubblicata sugli Acta Eruditorum del 1690